# Juara
Juara este un oraș în Mato Grosso (MT), Brazilia.